# Dehaqan
Dehāqān (farsi دهاقان) è una città dello shahrestān di Dehaqan, circoscrizione Centrale, nella Provincia di Esfahan. Si trova a 30 km dalla città di Shahreza, sulla strada che conduce a Borujen.